# Skidglasögon

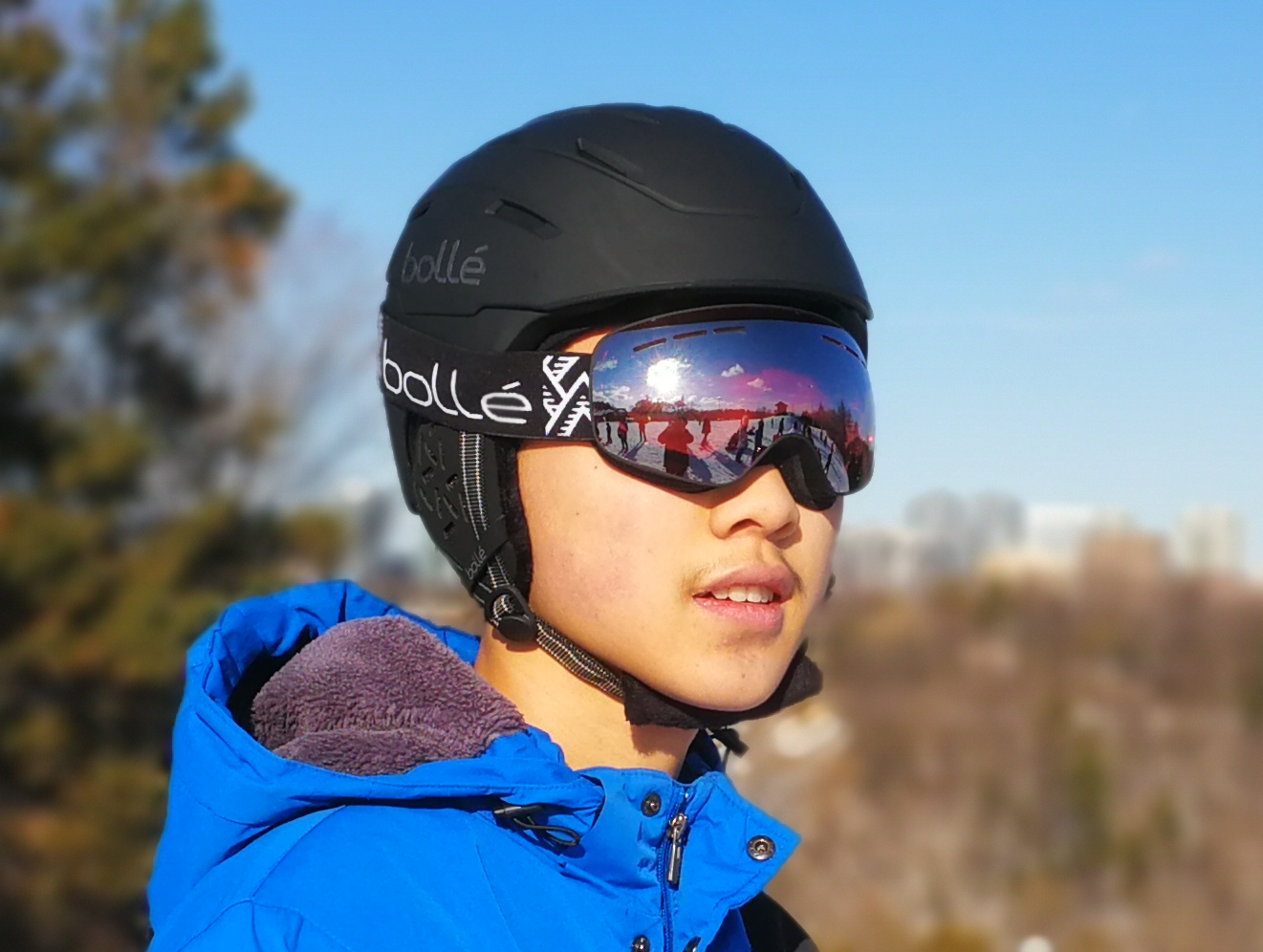
Skidåkare med skidglasögon och hjälm

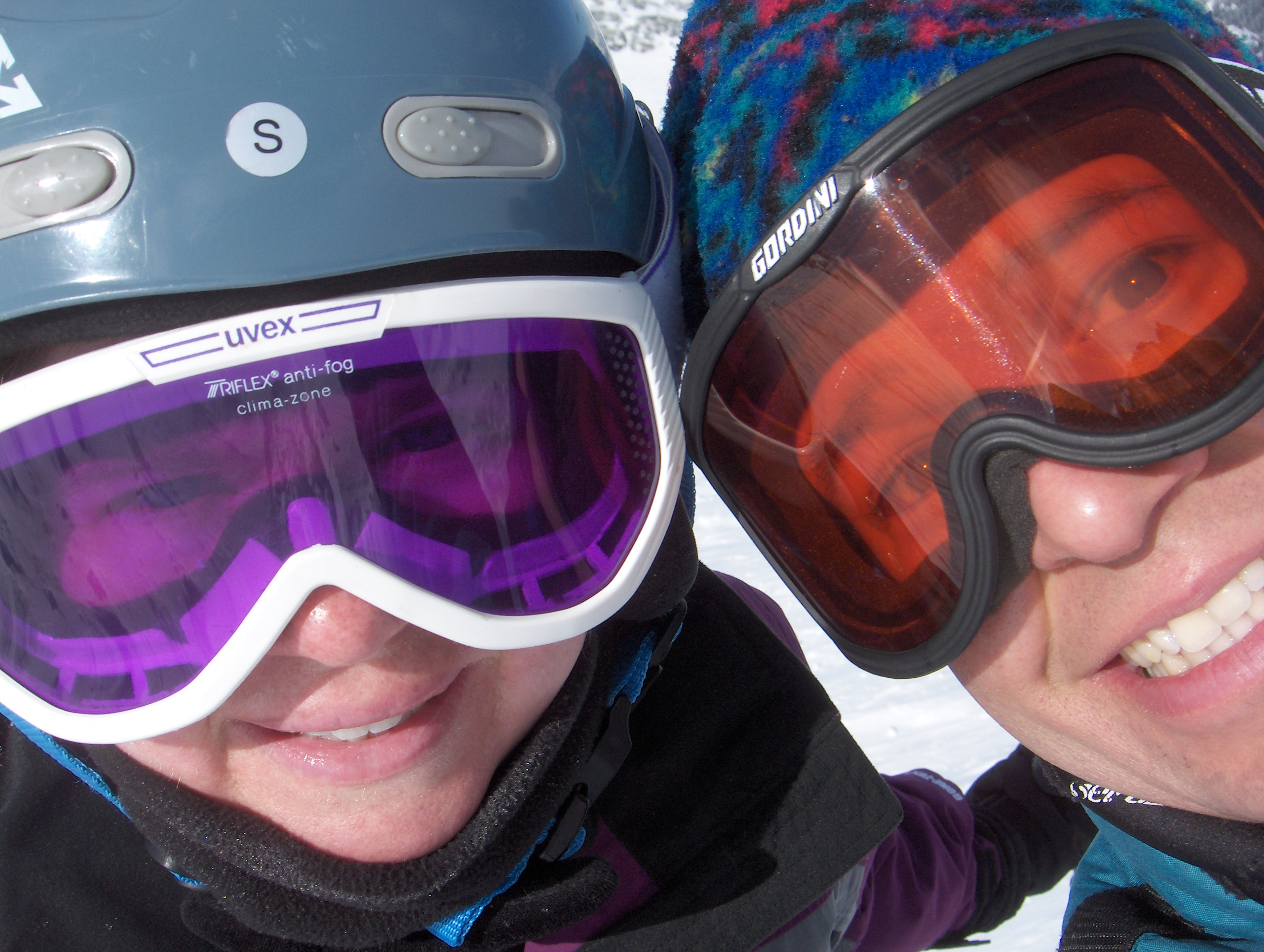
Två personer med skidglasögon

Skidglasögon är speciella glasögon för att skydda ögonen vid skidåkning, motocross, snöskoteråkning, m.m. 
De skyddar bland annat mot starkt solsken (motverkar snöblindhet) och uppflygande snö. 